# Antonio Cafiero
Antonio Francisco Cafiero (Buenos Aires, 12 de septiembre de 1922-San Isidro, 13 de octubre de 2014) fue un contador público y político argentino.
Militante histórico del peronismo, fue ministro del propio Juan Domingo Perón, y también autoridad durante fases posteriores de aquel movimiento político, protagonizado allí por figuras como Carlos Saúl Menem o el matrimonio Kirchner. 
Es recordado por haber buscado acentuar los rasgos institucionales de la ideología justicialista, lo que fue denominado «renovación peronista». Pese a haber sido derrotado por Menem en la elección primaria presidencial de su partido (1988), los gobiernos de este último (1989–1999) terminaron siendo considerados como un ícono del impulso renovador de Cafiero, compatible con las reformas de mercado aplicadas por Menem.
Fue también embajador de Chile, bajo el gobierno reformista de Patricio Aylwin (1990–1994), en su plena transición a la democracia. Pese a haber tenido roces con autoridades de esa nación, aseguró tener «amistad» con el presidente Ricardo Lagos (2000–2006).
Fue ministro de Comercio Exterior entre 1952 y 1955, ministro de Economía entre 1975 y 1976, diputado por la provincia de Buenos Aires entre 1985 y 1987, gobernador de la misma entre 1987 y 1991 y senador de ella en los períodos 1992-2001 y 2002-2005, así como jefe de Gabinete de Ministros brevemente entre 2001 y 2002. Además, se desempeñó también como presidente del Partido Justicialista entre 1987 y 1990 y Convencional Constituyente por la provincia de Buenos Aires entre el 1 de mayo y el 22 de agosto de 1994. 

## Biografía
Antes de encauzarse en la política, se licenció de contador público en 1944 y en 1948 de Doctor en Ciencias Económicas, con sendos títulos de la Universidad de Buenos Aires.
Incluso antes de su etapa universitaria (desde 1938) había trabajado como miembro de la Acción Católica Argentina.
Fue dirigente juvenil dentro de la universidad, desempeñando diferentes cargos, como presidente de la Asociación de Estudiantes, delegado estudiantil y secretario político del Consejo Supervisor, entre otros. Además desempeñó cargos docentes desde 1952 hasta 1984.
Siendo muy joven, Cafiero fue designado consejero financiero en la embajada argentina en Washington (1948-1951), luego director del departamento socioeconómico de la Cancillería (1951-1952), y más tarde ministro de Comercio Exterior (1952-1955).

### Carrera dentro del peronismo
Comenzaría a militar en el peronismo desde la famosa marcha del 17 de octubre de 1945, que dio origen al Día de la Lealtad Peronista, como un joven participante. Sin embargo, no obtendría un cargo de alto rango dentro del partido sino hasta 1962, cuando fue nombrado Secretario Político del Consejo Supervisor y luego Coordinador del Movimiento Nacional Justicialista, en épocas donde el peronismo se encontraba con su líder exiliado a miles de kilómetros de distancia.
En 1964 fue nombrado secretario político del Consejo Supervisor del Partido Justicialista y en 1971 fue nombrado director del Consejo de Planificación de tal partido.
De 1986 a 1991 fue presidente del Consejo Provincial del PJ en Buenos Aires y de 1987 a 1990 presidente del Consejo Nacional del PJ. A partir de ese año desempeñó el rol de Secretario General del Bloque de Senadores Justicialistas.

### Durante el primer y segundo gobierno peronista (1946-1955)
Habiendo sido uno de los pocos dirigentes estudiantiles que apoyaron a Perón; el aval de Eva Perón y su reconocida capacidad de trabajo -según relata en sus Memorias-, le valieron ser nombrado en cargos públicos desde el primer gobierno peronista.
Siendo muy joven, entre 1948 y 1951, fue designado como consejero financiero en la embajada argentina en Washington D. C. Entre 1951 y 1952, fue director del Departamento Socioeconómico de la Cancillería. Fue luego ministro de Comercio Exterior de la Nación, entre 1952 y 1955.
Después del golpe militar encabezado por el sector nacionalista del General Lonardi, en la autodenominada Revolución Libertadora, estuvo preso por razones políticas un año, tras lo cual marchó brevemente al exilio. A partir de allí hasta 1972 militó activamente en la denominada "resistencia peronista". Asimismo, Antonio Cafiero visitó en su exilio a Perón en varias oportunidades hasta su regreso a la Argentina.

### Durante el tercer gobierno peronista (1973-1976)
Tras la conovocatoria a elecciones del dictador Lanusse para marzo de 1973 (y proscripta la candidatura de Perón por los militares), un sector del sindicalismo encabezado por Lorenzo Miguel y Rucci, impulsó la candidatura de Cafiero a Presidente por el justicialismo. Finalmente el candidato por el que se inclinó Perón fue Héctor Cámpora, al parecer molesto por el acercamiento de Cafiero al gobierno militar de entonces. En sus Memorias, Cafiero interpreta que fue víctima de una operación de prensa de los militares que lo terminó perjudicando. En 1973 fue nombrado presidente de la Caja Nacional de Ahorro y Seguro. Fue más tarde secretario de Comercio de la Nación. Durante la presidencia de María Estela Martínez de Perón, fue interventor federal de la provincia de Mendoza entre agosto de 1974 y mayo de 1975, ministro de Economía de la Nación (1975-1976) y finalmente Embajador ante la Santa Sede en 1976, cargo al que debió renunciar debido al golpe militar de marzo de ese año. Al regresar a la Argentina fue encarcelado durante nueve meses por la dictadura militar, supuestamente por haberse robado un piano que pertenecía a la Provincia de Mendoza, mientras el era Interventor. La denuncia dio lugar a un mito aún vigente, pese a que el piano aún se encuentra en la Secretaría de Cultura de dicha provincia y es utilizado habitualmente en el Teatro Independencia.

### Desde el retorno de la democracia (1983-2014)
En 1983, con la restauración democrática argentina, Cafiero se convirtió en uno de los dirigentes más importantes y convocantes del justicialismo. Lideró el Movimiento Unidad, Solidaridad y Organización (MUSO) y fue precandidato presidencial en la interna peronista, en la que su candidatura perdió frente a la fórmula Italo Argentino Luder-Deolindo Felipe Bittel.
Después de la derrota del Partido Justicialista en 1983, fundó junto a Carlos Menem y Carlos Grosso, la "Renovación Peronista". En las elecciones legislativas de 1985, encabezó la lista de diputados nacionales de la provincia de Buenos Aires por el Frente Renovador Justicialista. Tras un difícil acuerdo (en la que intervino principalmente el dirigente Julio Mera Figueroa), y aunque el sector de Herminio Iglesias objetó la legalidad de una lista paralela a la del justicialismo oficial que él encabezaba, la jueza Servini de Cubría finalmente autorizó la lista de Cafiero.
Fue elegido diputado nacional hasta 1987, año el cual tuvo una actuación destacada apoyando al gobierno de Raúl Alfonsín durante el levantamiento carapintada que puso en riesgo la democracia argentina, lo que le valió un lugar en el balcón de la Casa Rosada aquel 19 de abril, cuando Alfonsín saludó a la multitud que estaba en la Plaza de Mayo.

Cafiero y Carlos Menem en las internas del PJ en 1988.

Ese mismo año sería elegido gobernador de la provincia de Buenos Aires, teniendo como compañero de fórmula a Luis María Macaya, triunfo que significó mucho para el partido, en tiempos en que la presidencia era ocupada por los radicales. Asimismo, en ese año fue elegido presidente del Consejo Nacional del Partido Justicialista. Con la gesta de la renovación peronista, logró democratizar al partido, y por primera y única vez en la historia del partido se permitió elegir candidatos a presidente y vicepresidente por el voto directo de los afiliados. En 1988 fue precandidato a presidente de la Nación por el Partido Justicialista con la fórmula Antonio Cafiero-José Manuel de la Sota. En dichas internas su fórmula resultó derrotada -de modo sorpresivo- por la de Carlos Menem-Eduardo Duhalde.
Perdida la candidatura presidencial por el justicialismo, Cafiero aspiraba a su reelección como gobernador de la provincia de Buenos Aires, lo que requería una reforma de la constitución provincial, a la que se opusieron los sectores nacionalistas. La reelección en la provincia fue posteriormente habilitada para el gobernador que lo sucedió, Eduardo Duhalde.
Terminado su periodo como gobernador en 1991, ya durante la presidencia de Menem, fue designado embajador en Chile, cargo que desempeñó hasta 1992, cuando asumió como senador nacional, cargo que desempeñó hasta 2001. Durante el breve gobierno de Eduardo Camaño fue designado jefe de Gabinete. El 2 de enero de 2002 volvió a ejercer como senador nacional, cargo que desempeñara hasta diciembre de 2005. Estuvo presente en el traslado de los restos de Perón desde el cementerio de la Chacarita hasta San Vicente en octubre de 2006.
Fue varias veces embajador argentino; ante Bélgica, la Comunidad Económica Europea, la Santa Sede y Chile.
Desde 2005 hasta su muerte en 2014, ejerció la Presidencia de la Conferencia Permanente de los Partidos Políticos de América Latina y el Caribe (COPPPAL).
El 2 de abril de 2009, en ocasión del sepelio del expresidente Raúl Ricardo Alfonsín (1983-1989), radical, quien fuera su adversario político durante los años 80, pronunció un discurso donde afirmó:

"Yo tuve dos maestros en la vida, que me enseñaron todo lo que sé o mal sé. Uno se llamó Juan Domingo Perón, el otro Raúl Alfonsín. [...]. Un buen político solo es aquel que tiene sueños y Alfonsín tenía sueños, soñaba con la juventud y con otros partidos, [...], restaurar la democracia en la Argentina, hacer de la Unión Cívica Radical un partido fuerte y poderoso, transformarlo en una gran fuerza transformadora, soñaba en que el consenso y la reflexión habría de imperar alguna vez en la vida argentina, desplazando a los excesos demagógicos, o al desconocimiento que guían el accionar político. [...]. Nació con una misión a cumplir y no rehusó a cumplirla [...]. Alfonsín es de todos."

Luego del fallecimiento del expresidente Néstor Kirchner afirmó:

"Néstor Kirchner nos deja, a quienes lo conocimos, a quienes fuimos sus amigos, y a quienes lo vamos a seguir recordando, que el paso de él por la vida argentina no ha sido en vano. [...] Es un hombre que ha dejado sus huellas imborrables en la historia argentina. Nos ha dado un ejemplo de lo que debe ser el político que es fiel a sus convicciones. [...] Néstor Kirchner ha escrito una página muy importante en la historia de los argentinos"

"Estoy sorprendido y consternado. Va a ser difícil reemplazarlo a Kirchner en la política argentina. Siempre asumió con coraje responsabilidades muy importantes. Rescato de su trayectoria su fidelidad a los principios de sus ideas. Siempre pagó un tributo por sus convicciones y eso es fundamental en la vida de un político. No fue un oportunista de cambiar su postura hacia donde va el viento. El pertenecía a la raza de los verdaderos políticos, muy fiel a sus convicciones. Adoptó decisiones en su gobierno que podríamos definir como bien peronistas.
Fue un hombre cabal, un político de raza y un hombre que nunca claudicó en sus convicciones. [...] Kirchner era astuto y sabía usar las armas de la política. Era muy vigoroso en sus expresiones. Hizo política hasta sus últimos días como buen militante. Me hago cargo de lo que digo y creo que Kirchner sabía que iba a morir pronto y sin embargo, siguió jugando fuerte a la política sin amilanarse ni refugiarse en la falta de fe. Ví morir a otros grandes políticos de la historia argentina como Perón y Evita, a quien acompañé hasta el final y hablé con ella dos días antes de su muerte. La Argentina enfrenta una fuerte pérdida con esto y creo que hacen falta hombres corajudos como Néstor en el país".

### Muerte
Antonio Cafiero falleció el 13 de octubre de 2014, a la edad de 92 años, por una afección pulmonar. Tras su fallecimiento la presidenta Cristina Fernández de Kirchner decretó dos días de duelo nacional.

### Gabinete Gubernamental (1987-1991)
| Ministerios del Gobierno de Antonio Cafiero | Ministerios del Gobierno de Antonio Cafiero                | Ministerios del Gobierno de Antonio Cafiero |
| Cartera                                     | Titular                                                    | Período |
| ------------------------------------------- | ---------------------------------------------------------- | --- |
| Ministerio de Gobierno                      | Luis Brunati Carlos Raúl Alvarez José María Díaz Bancalari | 10 de diciembre de 1987 - 12 de diciembre de 1988 14 de diciembre de 1988 - 17 de agosto de 1990 17 de agosto de 1990 - 10 de diciembre de 1991 |
| Ministerio de Economía                      | Rodolfo Frigeri Jorge Remes Lenicov                        | 10 de diciembre de 1987 - 8 de julio de 1989 8 de julio de 1989 - 10 de diciembre de 1991                                                       |
| Ministerio de Acción Social                 | Alberto Cormillot Rafael Romá José Luis Di Lorenzo         | 10 de diciembre de 1987 - 15 de julio de 1988 15 de julio de 1988 - 10 de julio de 1991 10 de julio de 1991 - 10 de diciembre de 1991           |
| Ministerio de Salud                         | Floreal Antonio Ferrara Ginés González García              | 10 de diciembre de 1987 - 29 de abril de 1988 29 de abril de 1988 - 10 de diciembre de 1991                                                     |
| Ministerio de Asuntos Agrarios              | Felipe Solá José María Vernet                              | 10 de diciembre de 1987 - 8 de julio de 1989 8 de julio de 1989 - 10 de diciembre de 1991                                                       |
| Ministerio de Obras y Servicios Públicos    | Alieto Guadagni Eduardo Quiñones                           | 10 de diciembre de 1987 - 18 de enero de 1991 18 de enero de 1991 - 10 de diciembre de 1991                                                     |
| Ministerio de Educación y Cultura           |                                                            | |
| Secretarías del Gobierno de Antonio Cafiero |                                                            | |
| Secretaría General de la Gobernación        | Mario Cafiero                                              | 10 de diciembre de 1987-10 de diciembre de 1991                                                                                                 |

## Obras
- Su último libro fueron sus Memorias: "Militancia sin tiempo: mi vida en el peronismo" (2011).

También publicó:
- "La independencia económica y el IAPI" (1953).
- "Cinco años después" (1961).
- "De la economía social-justicialista al régimen liberal-capitalista" (1974) -su libro más conocido y divulgado-.
- "Desde que grité: ¡Viva Perón!" (1983)
- "Una Constitución para el progreso humano" (1993)
- "El peronismo que viene" (1995)
- "La política exterior peronista 1946-1955" (1996)
- "Mis diálogos con Evita" (2002), entre otros.

### Actuación cinematográfica
Actuó en la película Pájaros volando, estrenada en 2010, en la cual interpretó a un vendedor de pasajes para viajes de larga distancia.

## Historial electoral
|  | 46,48 % |

|  | 46,56 % |